# Rubanostreptus procerus
Rubanostreptus procerus är en mångfotingart som först beskrevs av Carl Graf Attems 1951.  Rubanostreptus procerus ingår i släktet Rubanostreptus och familjen Spirostreptidae. Utöver nominatformen finns också underarten R. p. medius.